# Surami

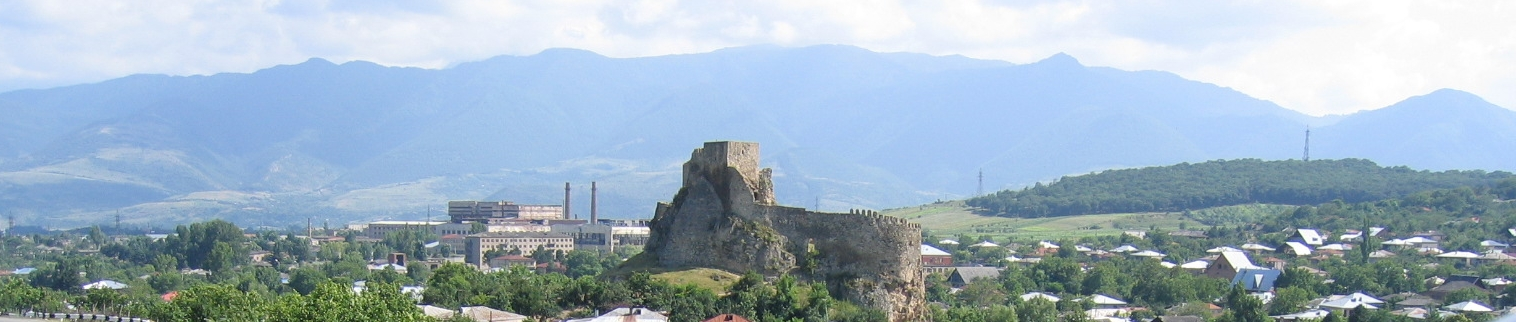
Surami

Surami (georgisch სურამი) ist ein Daba (Minderstadt) in der georgischen Verwaltungsregion Innerkartlien.

## Geografie
Surami befindet sich am südlichen Fuß des Lichi-Gebirges, das Georgien in einen westlichen und einen östlichen Teil aufteilt, und ist durch eine Eisenbahnlinie mit der Stadt Chaschuri verbunden. Der Ort hat 7.492 Einwohner (2014). Surami gehört zur Munizipalität Chaschuri.

## Geschichte
Die erste Siedlung am Ort Surami entstand in der Bronzezeit. Plinius der Ältere erwähnt an der Grenze von Kolchis und Iberien den Ort Surium, der wahrscheinlich mit Surami identisch ist.
Surami liegt strategisch günstig am Eingang der Borjomi-Schlucht und bewacht die Straße von Ost- nach Westgeorgien. Im 12. Jahrhundert wurde Surami zu einer stark befestigten Stadt. Von den 1170er Jahren bis in die zweite Hälfte des 14. Jahrhunderts war die Festung Surami ein erbliches Lehen der Dynastie der Eristaven („Herzöge“) von Kartlien, der den Nachnamen Surameli annahm (სურამელი; wörtlich „Herr von Surami“). Anschließend verfiel Surami, behielt aber seinen lebhaften Handelsposten. In der Mitte des 18. Jahrhunderts hatte Surami nach Angaben von Prinz Vakhushti 200 Haushalte von Georgiern, Armeniern und Juden. Die Festung wurde wieder verstärkt. In den 1740er Jahren wurde Surami von Prinz Givi Amilakhvari als Stützpunkt gegen König Teimuras II. und die Perser eingesetzt. Später wurde Festung der Stützpunkt der Russen im russisch-türkischen Krieg von 1768–1774. Nach der Einverleibung Georgiens in das Russische Reich (1801) begann sich Surami zum Kurort zu entwickeln.

## Galerie

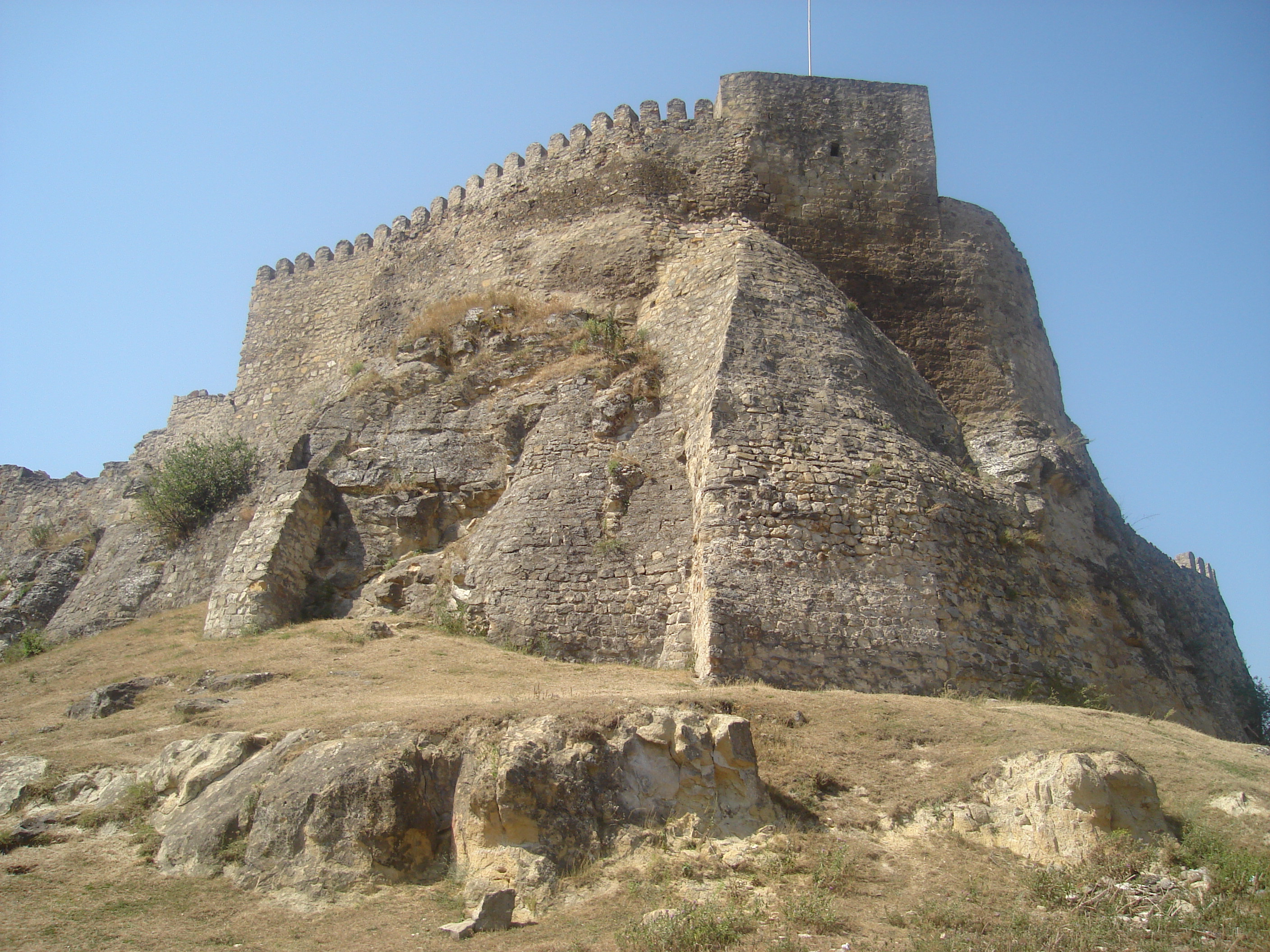
Festung Surami
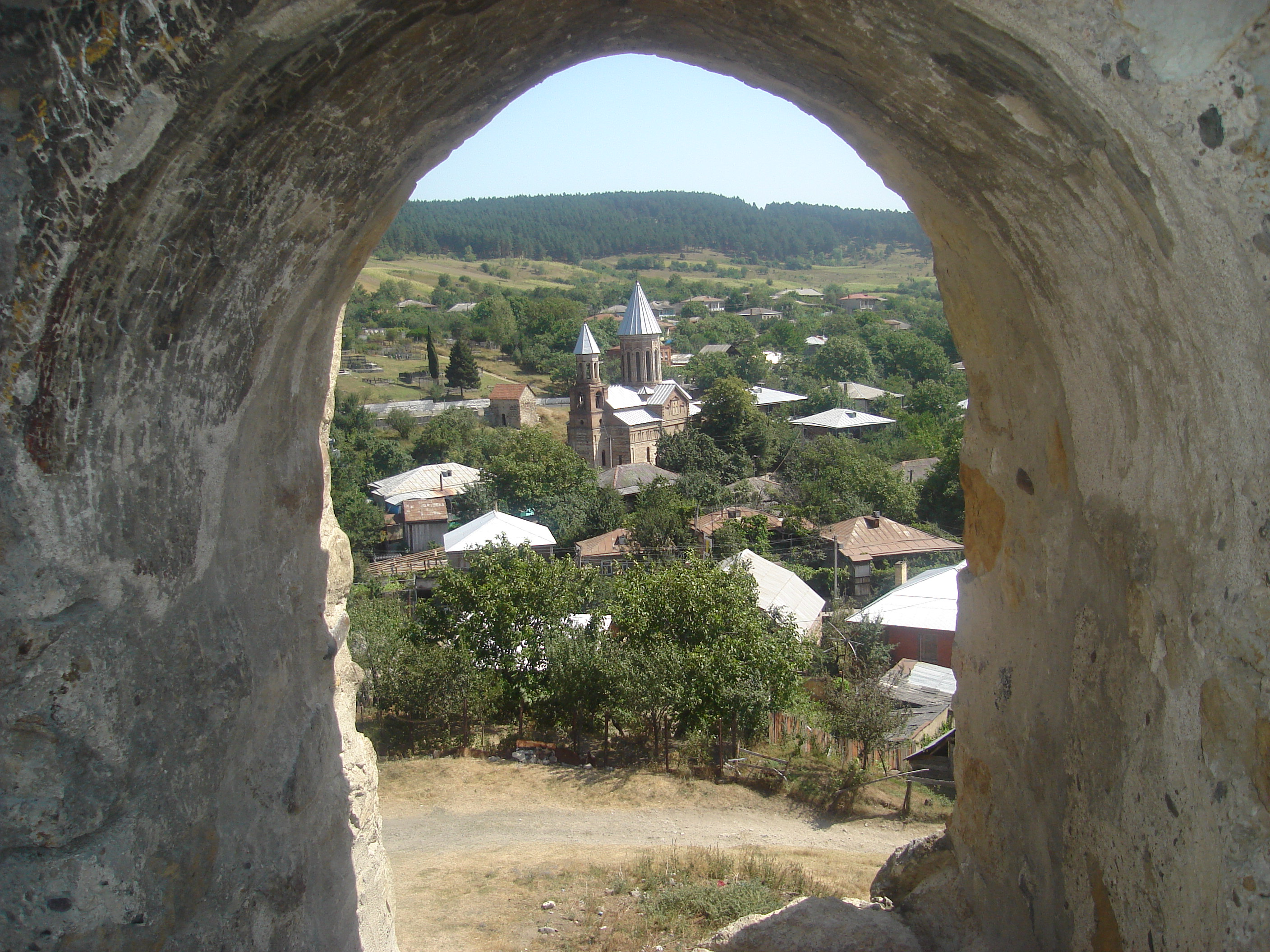
Surami
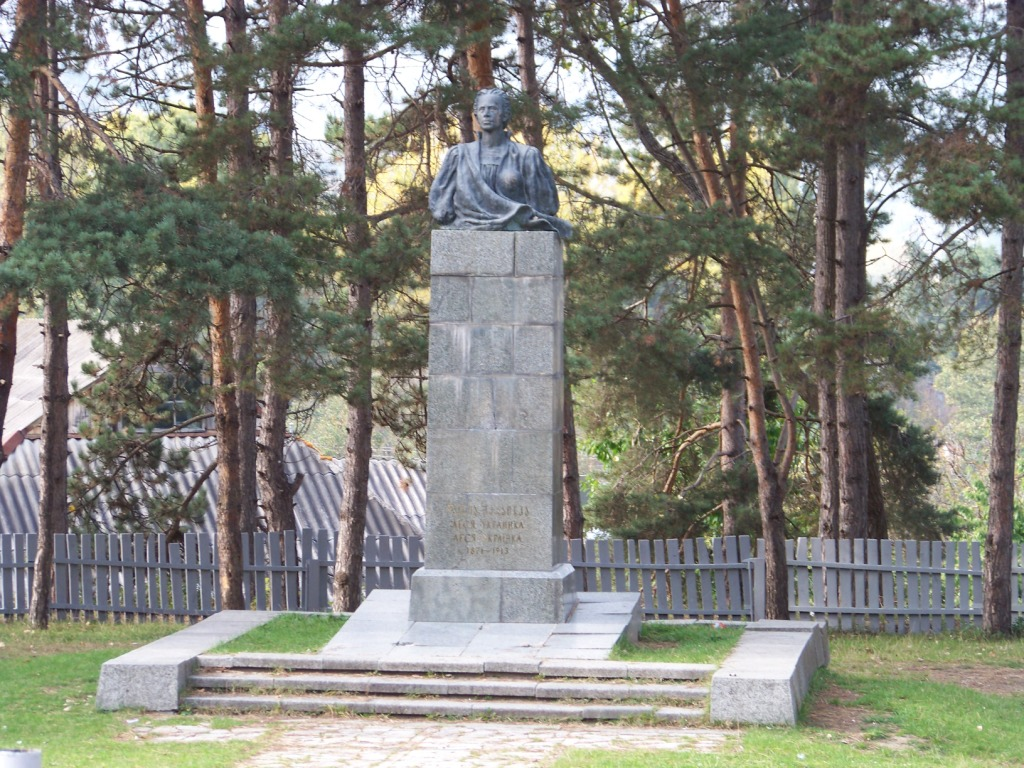
Denkmal Lesja Ukrajinka
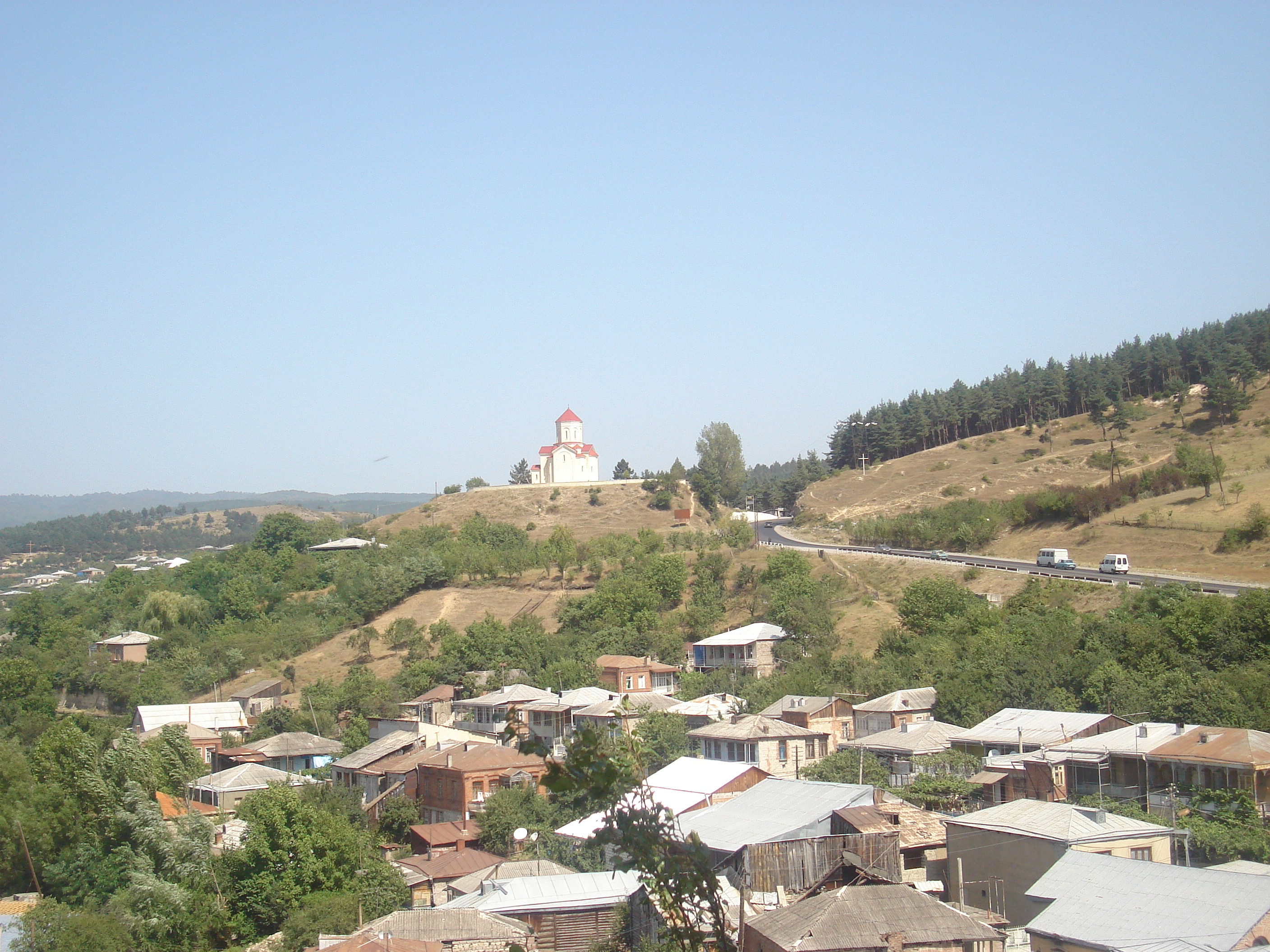
Blick auf Surami
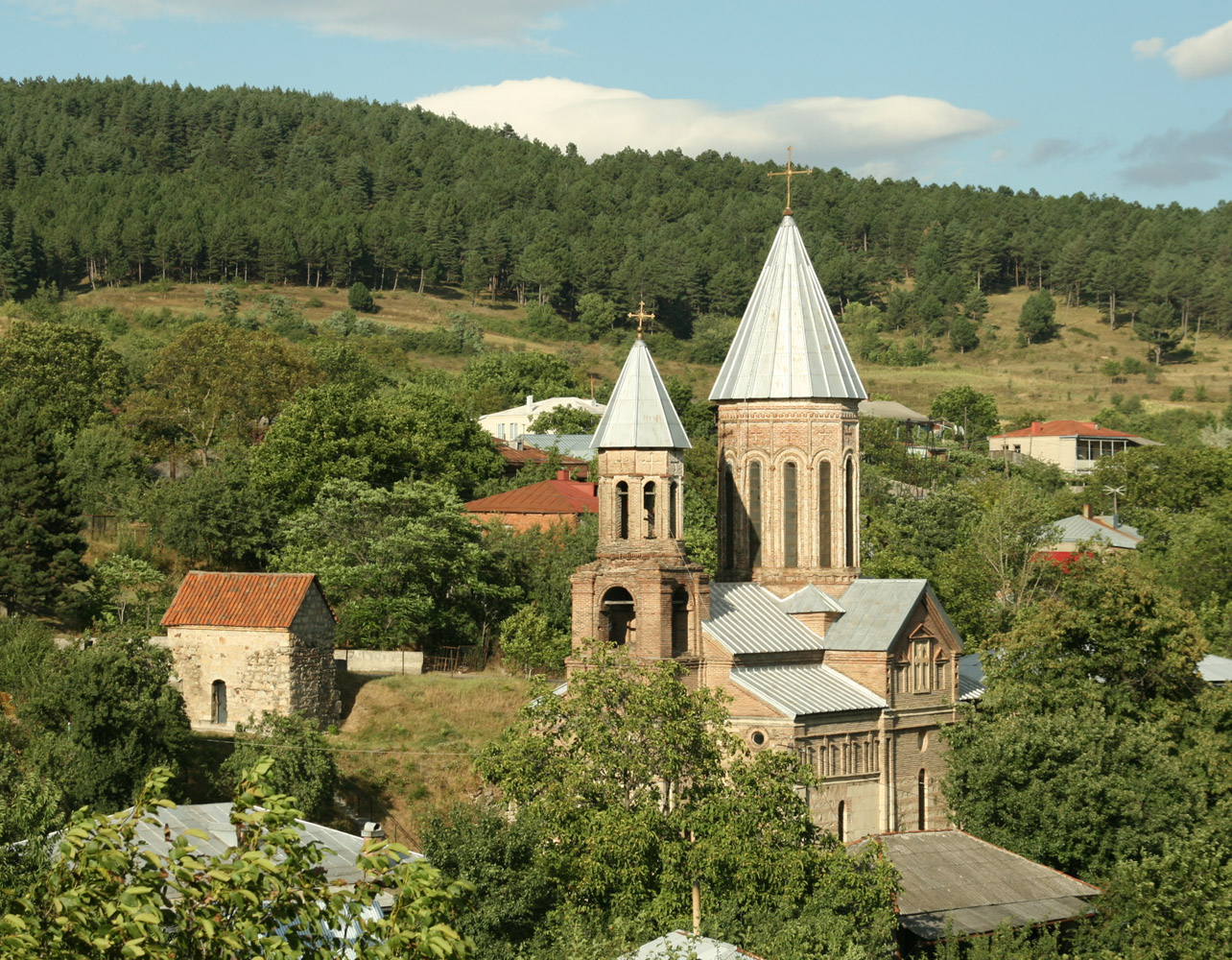
Kirche St. Georg

## Söhne und Töchter der Stadt
- Buchuti Gurgenidse (1933–2008), sowjetisch-georgischer Schachgroßmeister